# Pablo González Longarela
Pablo González Longarela (nacido el 9 de agosto de 2001, en Madrid) es un jugador de baloncesto español, que ocupa la posición de escolta. Actualmente milita en el Oviedo Club Baloncesto de la Primera FEB.

## Trayectoria
Es un pívot escolta formado en las categorías inferiores del Club Baloncesto Estudiantes. En la temporada 2017-18, con apenas 16 años debuta en la Liga EBA con el filial del club colegial.
Desde 2018 a 2021, formaría parte del Movistar Estudiantes B de Liga EBA.
En la temporada 2021-22, firma por el Hestia Menorca de la Liga LEB Plata. En su segunda temporada en el conjunto menorquín lograría el ascenso a la Liga LEB Oro. En dos temporadas disputó un total de 59 partidos, anotando 6.9 puntos por partido y valorando 3.1 por encuentro.
En la temporada 2023-24, firma por el Fibwi Palma de la Liga LEB Plata.
El 3 de septiembre de 2024, regresa al Hestia Menorca de la Primera FEB por una temporada.
El 5 de julio de 2025, firma por el Oviedo Club Baloncesto de la Primera FEB.

### Selección nacional
Fue internacional con las categorías inferiores con España. En 2020, disputó con la selección sub-23 los Juegos del Mediterráneo y Nations League.
El 15 de septiembre de 2024, forma parte de la selección española masculina sub-23 de 3x3 que logra la medalla de bronce en el Campeonato del Mundo de Mongolia tras imponerse a Lituania (21-16) en el partido por el tercer y cuarto puesto.